# آلبرت فون کولیکر
آلبرت فون کولیکر (آلمانی: Albert von Kölliker؛ ‏ ۶ ژوئیهٔ ۱۸۱۷ – ۲ نوامبر ۱۹۰۵) دانشمند در زمینه کالبدشناسی، بافت‌شناسی و فیزیولوژی اهل سوئیس بود.
او دانش‌آموختهٔ رشتهٔ فلسفه (در زوریخ) و پزشکی (در هایدلبرگ)، و از شاگردان یوهانس پتر مولر و فریدریش گوستاو یاکوب هنله بود.
علاوه بر رشته کالبدشناسی تطبیقی، بافت‌شناسی و فیزیولوژی، او مشارکت‌های مهمی در زمینهٔ جانورشناسی دارد و از جمله مقالات متعددی دربارهٔ بی‌مهرگان، دوزیستان، سرپایان، عروس دریایی و جانوران هم‌خانوادهٔ آنان نگاشته‌است.
او در سال ۱۸۴۷ ثابت کرد که ماهیچه‌های صاف یا غیرمخطط، از واحدهای مجزا با سلول‌های هسته‌دار تشکیل شده‌اند.
او در زمینهٔ ماهیچه‌های صاف (غیرمخطط)، ماهیچه اسکلتی (مخطط)، پوست، استخوان، دندان، رگ‌های خونی و احشاء بدن مشارکت‌های بافت‌شناسی مهمی انجام داد. به عقیدهٔ آلبرت لستر لنینگر، آلبرت فون کولیکر جزء نخستین کسانی بود که ریزدانه‌های درون سارکوپلاسم در ماهیچه‌های اسکلتی را در حوالی سال‌های پس از ۱۸۵۰ تصریح نمود. او همچنین مشارکت ارزنده‌ای دربارهٔ شناخت ساختار داخلی مغز داشت.
دستِ او جزء نخستین مواردی بود که توسط دوستش ویلهلم رونتگن با پرتوی ایکس عکس‌برداری شد.

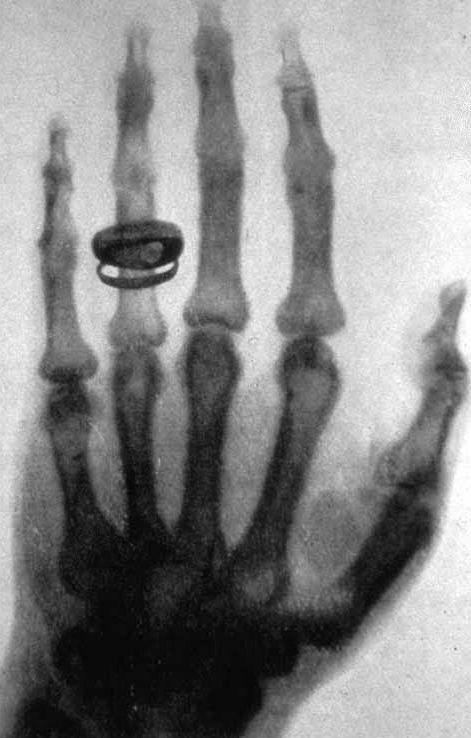
تصویر اشعۀ ایکس از دستِ فون کولیکر که توسط ویلهلم رونتگن در ۲۳ ژانویهٔ ۱۸۹۶ تهیه شد.

وی همچنین برندهٔ جوایزی همچون مدال کاپلی شد و در سال ۱۸۶۰ به عضویت انجمن سلطنتی درآمد.